# منطقة بروملي
منطقة بروملي هي إحدى الأقسام الإدارية في مدينة لندن، لندن الكبرى، إنجلترا.

## توأمة
لمنطقة بروملي اتفاقيات توأمة مع:
- نويفيد

## أعلام
- برادلي غولدبرغ
- جون كيج
- مات تيري
- هربرت جورج ويلز
- فاتبوي سليم
- باول فنسنت كارول
- جون روبرت فين
- ويليام بيت الأكبر
- هنري هالام
- توماس جونسون